# Protomelas taeniolatus
Espèce
Statut de conservation UICN

 LC  : Préoccupation mineure
Protomelas taeniolatus est une espèce africaine de poissons d'eau douce de la famille des Cichlidae endémique du lac Malawi.

## Répartition
Ce poisson est endémique du lac Malawi où il est assez commun et largement réparti au Malawi, au Mozambique et en Tanzanie.

## Description
Protomelas taeniolatus peut mesurer jusqu'à 113 mm de longueur totale. Aquaportail donne comme taille maximale 190 mm pour les mâles et précise que les femelles mesurent 40 à 50 mm de moins.
Les sexes de cette espèce sont très facilement différentiables, le mâle est clairement plus grand et plus coloré avec notamment le corps complètement orange vif presque rouge, la tête, le haut du corps et la nageoire dorsale bleu/vert électrique. Il possède également la terminaison des nageoires impaires plus effilées. La femelle est de coloration blanche à grise avec un damier noir sur tout le corps. La nageoire dorsale est liseré claire et très finement sur-liseré orangé.

## Aquariophilie

### Maintenance
Cette espèce relativement grande à l'âge adulte devra être impérativement maintenue en aquarium d'une contenance suffisamment importante pour une aisance adéquate. Principalement avec une longueur de façade d'au moins 1,20 m. Dans le cas contraire des malformations de croissance apparaissent.

### Reproduction
Cette espèce est incubatrice buccale maternelle, les femelles gardent les œufs, larves et tout jeunes alevins environ trois semaines, protégés dans leur gueule (sans manger ou en filtrant très légèrement les micro-détritus). Les mâles peuvent se montrer très insistants dès les premières maturités sexuelles des femelles, il est préférable de maintenir cette espèce en groupes de plusieurs individus (au moins en « trio » : un mâle pour deux femelles), de manière à diviser l'agressivité d'un mâle dominant sur plusieurs individus. Les jeunes sont de couleur similaire à celle de la femelle jusqu'à ce qui atteignent la taille de 6 à 8 cm.

### Croisement, hybridation, sélection
Il est impératif de maintenir cette espèce et le genre Protomelas seul ou en compagnie d'autres espèces, d'autres genres, mais de provenance similaire (lac Malawi), afin d'éviter toute facilité de croisement. Le commerce aquariophile a également vu apparaitre un grand nombre de spécimens provenant d'Asie notamment et aux couleurs des plus farfelues ou albinos. En raison de la sélection, hybridation et autres procédés chimiques et barbares de laboratoires.

## Statut UICN
L’UICN place Protomelas taeniolatus dans la catégorie « Préoccupation mineure » (« répandu sans grandes menaces généralisées connus »).   

## Noms vernaculaires
Dans le commerce aquariophile cette espèce est parfois proposée sous les noms de : Haplochromis steveni, Haplochromis fenestratus, Haplochromis hinderi, Haplochromis boadzulu, Haplochromis Red empress, Haplochromis Fire Blue, Namalenje. Cette dernière appellation est réservée aux spécimens originaires du lieu-dit du même nom et qui présente une coloration rouge intense.   
En anglais ce poisson est appelé : Haplochromis fire blue, Haplochromis red empress, Spindle hap.
Au Malawi son nom en chewa est Kambuzi.

## Systématique
Le nom valide complet (avec auteur) de ce taxon est Protomelas taeniolatus (Trewavas, 1935).
L'espèce a été initialement classée dans le genre Haplochromis sous le protonyme Haplochromis taeniolatus Trewavas, 1935,.
Protomelas taeniolatus a pour synonymes :
- Protomelas dejunctus taeniolatus (Trewavas, 1935)
- Cyrtocara taeniolata (Trewavas, 1935)
- Cyrtocara taeniolatus (Trewavas, 1935)
- Haplochromis cancellus Greenwood, 1963
- Haplochromis taeniolatus Trewavas, 1935

### Étymologie
Son épithète spécifique, taeniola, diminutif du latin taenia, « rayure », fait référence aux bandes transversales étroites et plutôt sombres, généralement visibles sur les côtés

### Publication originale
- (en) Ethelwynn Trewavas, « A synopsis of the Cichlid Fishes of Lake Nyasa », Annals and Magazine of Natural History, Londres, Taylor & Francis, vol. 16, no 91,‎ juillet 1935, p. 65-118 (ISSN 0374-5481, OCLC 1481361, DOI 10.1080/00222933508655026, lire en ligne).